# Vigna kirkii
Vigna kirkii là một loài thực vật có hoa trong họ Đậu. Loài này được (Baker) J.B.Gillett miêu tả khoa học đầu tiên.